# Razpočni zlom
Razpočni zlom (angl. burst fracture) je  vrsta kompresijskega zloma vretenca, pri katerem sta prekinjeni sprednja in zadajšnja ploskev telesa vretenca s premikom fragmenta v spinalni kanal. Nevrološki izpad zaradi poškodbe je lahko hud. Razpočni zlomi so posledica vertikalne kompresije. Ti zlomi so nestabilni in dokaz prenosa velikih sil na telo. Nastanejo na primer v prometnih nesrečah, zaradi padca z velike višine, pod veliko hitrostjo ali zaradi na primer epileptičnega napada. Potrebna je takojšnja hospitalizacija, saj lahko poškodba vodi do hude poškodbe hrbtenjače in tudi do paralize. Za diagnostiko je potrebno slikanje z rentgenom ali magnetno resonanco, s čimer se ugotovi tudi, ali je potreben kirurški poseg.